# Judá ben Davi Hayyuj
Judá ben David Hayyuj (em hebraico:  יהודה בן דוד חיוג - Yehûdā Ben Dāwid Ḥayûǧ); e também (أبو زكريا يحيى بن داؤد حيوج‎ - Abū Zakariyyā Yaḥya ibn Dāwūḏ  Ḥayyūj) foi um patriarca da gramática hebraica científica e gramática hispano-hebraica, nascido em Fez no Marrocos, cerca de 945 da EC. Em tenra idade foi viver na Andaluzia Omíada e lá viveu até sua morte, que ocorreu no inicio do século XI.

## Vida
Depois de muito tempo [...] até que Deus revelou os segredos da língua hebraica e sua gramática; as letras fracas, as permutações de letras, a vocalização e o shewas, a assimilação e a contração de letras e outras questões gramaticais que têm argumentos verdadeiros e são apoiadas pela autoridade de Abu Zacaria ibne Daúde de Fez apelidado de Hayyuj e seus discípulos [ ...] Abu Zacaria ibne Daúde de Fez apelidado de Hayyuj, em seguida, al-Qurtubi, apelidado por seu nome Hayyuj, foi o autor de um livro: Fi jurnal al-nahw al-'ibrani (As orações hebraicas e sintaxe). O presidente da academia al-Fayyiumi e outra pessoa já haviam falado sobre esse assunto, mas todos omitiram o tema das letras e as permutações das letras [...] - Kitab 'al-muhadara wal-mudakara de Moshê Ben 'Eraz (MAS, 1986), p 61-64 (espanhol), p. 30 (árabe).
Segundo Avraham Ben Ezra, antes de Ḥayyūj, atuaram seis gramáticos: Se'ádia, o Sábio de Jerusalém, Yehudá Ben Qoresh (Quraish), 'Admonim (Dunash) Ben Tamim, Menahem Ben Saruq e Dunash Ben Labrat. Entretanto, Avraham ben Ezra considerou Ḥayyūj como o primeiro gramático:
"Disse rabbi Yehudá, o primeiro gramático [...]"
Aluno de Menahem ben Saruk, a quem Ḥayyūj mais tarde ajudou a defender seus discípulos do ataque de Dunash ben Labrate. E mais tarde, Ḥayyūj desenvolveu suas próprias teorias sobre a gramática hebraica, e foi obrigado a se apresentar como um adversário das teorias gramaticais de seu professor.
Seu profundo conhecimento da literatura gramatical árabe levou-o a aplicar à gramática hebraica as teorias elaboradas por gramáticos árabes e, assim, tornar-se o fundador do estudo científico dessa disciplina. Os eruditos anteriores haviam encontrado a maior dificuldade em explicar, pelas leis da morfologia hebraica, as divergências existentes entre os verbos regulares chamados "fortes", e os verbos irregulares "fracos". Uma confusão sem esperança pairava sobre o hebraico; muita ingenuidade foi gasta em procurar descobrir os princípios que controlavam a conjugação dos verbos fracos. A fraqueza da afirmação de Menahem de que as hastes ("tronco") no hebraico continham três cartas (Letras), duas letras e uma vogal, respectivamente foi apontada por Dunash; mas, embora o último estivesse no caminho para uma solução do problema, foi deixado para Ḥayyūj encontrar a chave.

## Obras
Segundo a literatura é possível delimitar suas obras entre os anos 965 EC a 1012 EC. Com certeza, as obras de Ḥayyūj são posteriores à divulgação do Mahberet Menahem. Hayyūj escreveu quatro obras em judeu-árabe, três gramáticas e uma exegética. Duas das suas obras mais famosas são: kitab al-lin (Livro sobre a Fragilidade) e o kitab al-mitalayn (Livro sobre as Letras Duplas), essas são as obras mais elogiadas na literatura gramatical posterior a Ḥayyūj.
Foi Ḥayyūj quem anunciou que os todos os troncos verbais na gramática hebraica consistem em três letras e sustentou que, quando uma dessas cartas era uma "vogal", tal carta poderia ser considerada "letra em repouso frágil" de diversas maneiras nas várias formas verbais. Para substanciar sua teoria, ele escreveu o tratado sobre o qual repousa sua reputação, o "Kitab al-Af'al Dhawaturur al-Lin" (O Livro dos Verbos Contendo Cartas Fracas). O tratado é dividido em três partes: a primeira é dedicada a verbos cujo primeiro radical é uma letra fraca; o segundo para verbos cujo segundo radical é fraco; e o terceiro, a verbos cujo terceiro radical é fraco. Dentro de cada divisão, ele fornece o que considera uma lista completa dos verbos pertencentes à classe em questão, enumera várias formas do verbo e, quando necessário, acrescenta breves comentários e explicações.

## Influência
Ḥayyuj exerceu uma influência imensa nas gerações seguintes. Todos os gramáticos hebraicos posteriores até os dias atuais baseiam suas obras nas suas; e os termos técnicos ainda empregados nas atuais gramáticas hebraicas são, na maioria, simplesmente traduções dos termos árabes empregados por Ḥayyuj. Suas três primeiras obras foram traduzidas duas vezes em hebraico, primeiro por Moisés ibn Gikatilla e mais tarde por Abraão ibn Ezra. As seguintes edições modernas de suas obras apareceram:
- Ewald e Dukes, "Beiträge zur Geschichte der Aeltesten Auslegung und Spracherklärung des Alten Testaments", Estugarda, 1844. (i. 123, ii. 155; vol. Iii. Contém a tradução de Ibn Ezra de Ḥayyuj).[8]
- John W. Nutt, "Dois tratados sobre verbos contendo agudos e letras duplas de R. Jehuda Ḥayug de Fez: De uma tradução hebraica do original árabe por R. Moses Giḳaṭilla de Córdoba; ao qual é adicionado o [texto árabe do] Tratado sobre pontuação pelo mesmo autor, traduzido por Aben Ezra: Editado de Bodleian MSS com uma tradução para o inglês. " Londres e Berlim, 1870[9]
- M. Jastrow, Jr., "Os verbos fracos e germinativos em hebraico por ... Hayyug, o texto árabe agora publicado pela primeira vez." Leyden, 1897. (Comp. Bacher em "JQR" xi. 504-514.)